# Бернадо, Антони
Антони Бернадо — андоррский легкоатлет, который специализируется в марафоне. На олимпийских играх 1996 года занял 87-е место — 2:31.28, на Олимпиаде 2000 года финишировал на 49-м месте — 2:23.03, на олимпийских играх 2004 года занял 57-е место — 2:23.55, на Олимпиаде 2008 года занял 58-е место — 2:26.29, на олимпийских играх 2012 года финишировал на 74-м место с результатом 2:28.34.
Личный рекорд в марафоне — 2:14.25 — NR.

## Достижения
2007:  Барселонский марафон — 2:14.52